# 미타니 하루미치
미타니 하루미치(일본어: 三谷 春道 미타니 하루미치[*], 가에이 5년(1852년) ~ 쇼와 10년(1935년) 8월)은 에도막부 말기부터 쇼와에 걸친 인물로, 이토 히로부미, 타카스기 신사쿠와 함께 촬영된 사진으로 알려졌다. 이명은 쿠니마츠(国松)이다.

## 경력
하기의 무라카미가에서 태어난 쿠니마츠는 타카스기 신사쿠를 동경해, 부하가 되었다. 1867년 신사쿠가 병사했을 때에 유족으로부터 쿠니마츠 명으로 유품으로 하오리가 선물되어 있다. 메이지 시대에 들어서자 신사쿠의 본명 하루카제 (諱, 春風)를 따와 하루미치(春道)라고 자칭했다. 1887년에는 2대째 시나가와 역장에 취임했다.

## 인물
군인이 되고 싶었던 모양으로, 전직 희망을 듣기 위해 이토 히로부미의 곁을 방문한 적이 있다.

## 참고 문헌
- 하기 네트워크(萩ネットワーク) 2006년 7월 (70호)
- 이토 히로부미 관계 문서(伊藤博文関係文書) 1981-90p
- 전국과 막부 말기(戦国と幕末), 니시무라 토시야스(西村敏康), 2009